# Harry Byrd
Harry Gladwin Byrd (Darlington, Carolina del Sur, 3 de febrero de 1925-Darlington, Carolina del Sur, 14 de mayo de 1985), más conocido como Harry Byrd, fue un jugador profesional estadounidense de béisbol que se desempeñó en la posición de lanzador en las Grandes Ligas de Béisbol (MLB). Logró obtener el premio Novato del Año.

## Carrera
Byrd jugó como profesional tres temporadas en Philadelphia Athletics (1950, 1952-1953), después pasó a New York Yankees (1954), luego a Baltimore Orioles (1955), posteriormente a Chicago White Sox (1955-1956), y finalmente, a Detroit Tigers, donde jugó una temporada (1957), y fue el equipo en el que se retiró.

## Premios
En 1952, fue galardonado con el premio Novato del Año.